# Ocotea sanariapensis
Ocotea sanariapensis är en lagerväxtart som beskrevs av Tobias Lasser. Ocotea sanariapensis ingår i släktet Ocotea och familjen lagerväxter. Inga underarter finns listade i Catalogue of Life.